# Chris Maguire
Christopher ("Chris") Jack Maguire (Bellshill, 16 januari 1989) is een Schotse voetballer (aanvaller) die sinds 2011 voor de Engelse First divisionclub Sunderland AFC uitkomt. Voordien speelde hij voor Aberdeen FC, Derby County en Kilmarnock FC.

## Clubcarrière
Maguire maakte zijn debuut voor Aberdeen op 7 mei 2006 toen hij inviel voor John Stewart in de laatste wedstrijd van het seizoen, tegen zijn favoriete team Celtic FC. Zijn eerste plaats veroverde hij in een wedstrijd tegen Kilmarnock op 26 december 2006. In die wedstrijd scoorde hij ook zijn eerste officiële doelpunt voor Aberdeen. Maguire scoorde in de daaropvolgende seizoenen enkele belangrijke doelpunten voor Aberdeen. In februari 2009 speelde de club met het spitsenduo Darren Mackie en Lee Miller, waardoor Maguire nauwelijks aan spelen toekwam. Om meer speelkansen te krijgen stelde hij voor om zich uit te lenen aan een andere club. Zijn voorstel werd niet aanvaard en net daarna scoorde Maguire twee doelpunten in een wedstrijd voor de Scottish Cup.
In januari 2010 werd Maguire verhuurd aan Kilmarnock, waar hij met zijn vorige trainer Jimmy Calderwood werd herenigd. In zijn debuutmatch tegen Celtic scoorde hij het enige doelpunt van de wedstrijd. Kilmarnock kon hierdoor voor het eerst in acht wedstrijden nog eens winnen. Maguire speelde in totaal 14 wedstrijden en scoorde vier goals. Kilmarnock kon zich handhaven in de hoogste divisie.
Op 29 juni 2011 tekende Maguire een contract voor drie seizoenen bij de Engelse tweedeklasser Derby County FC.

## Interlandcarrière
Maguire speelde geregeld voor de U-21 van Schotland. Hij speelde elf wedstrijden en scoorde zes keer. In februari 2011 maakte Maguire zijn debuut voor de nationale A-ploeg van Schotland in een vriendschappelijke wedstrijd tegen Noord-Ierland (3-0 winst). Hij heeft twee interlands gespeeld.